# Il fanatico per gli antichi romani
Il fanatico per gli antichi romani és una òpera en tres actes composta per Domenico Cimarosa sobre un llibret italià de Giuseppe Palomba. S'estrenà al Teatro dei Fiorentini de Nàpols la primavera de 1777.
L'òpera també es produí completament a París durant el segle xix sota el títol Le fanatique des anciens romains.
Des de l'estructura de moltes òperes bufes del segle xviii, constava principalment d'una sèrie d'àries i recitatius, aquesta òpera és notable per la seva riquesa dels conjunts: un duet, dos trios, dos quartets, un quintet, i dos sextets.